# Dietrich Kittner

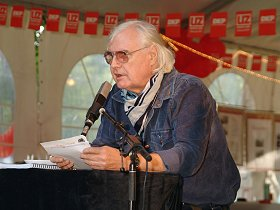
Dietrich Kittner (2003)

Dietrich Kittner (* 30. Mai 1935 in Oels, Niederschlesien; † 15. Februar 2013 in Bad Radkersburg, Österreich) war ein deutscher Schriftsteller, Satiriker, Kabarettist, Regisseur, Theaterleiter und Liedermacher.

## Leben

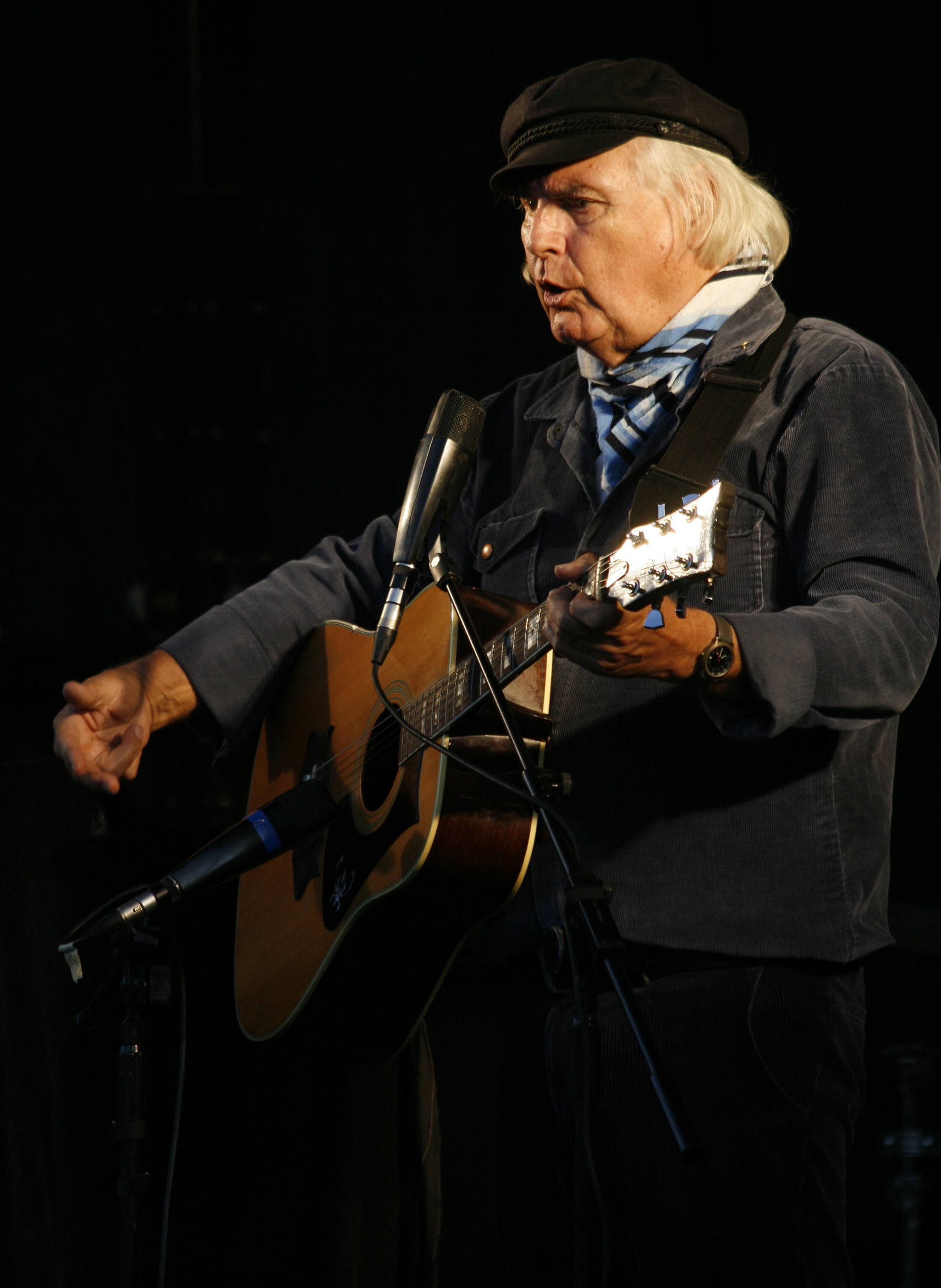
Dietrich Kittner (2008)

Der Sohn des Zahnarztes Ernst Kittner und der Ruth Kittner, geborene Goldert, besuchte die Humboldtschule Hannover. Während seines im Jahr 1957 begonnenen Studiums (Jura und Geschichte) an der Universität Göttingen, das er 1961 abbrach, gründete er 1960 in Göttingen das von ihm bis 1961 geleitete „Göttinger Studenten- und Dilettanten-Kabarett DIE LEID-ARTIKLER“, das 1960 bis 1966 Berufskabarett war. 1961 meldete er beim Ordnungsamt Hannover einen Gewerbebetrieb für politische Satire an. Er provozierte Ämter und Behörden mit seinen Programmen und Aktionen, so wurde er zum Beispiel 1965 im Garten des Café am Kröpcke mit NS-Luftschutzhelm und Gasmaske festgenommen. Das Ganze war als Protest gegen die sogenannten einfachen Notstandsgesetze gedacht, die zu dieser Zeit im Bundestag in der Diskussion waren und in denen es auch um gesetzliche Regelungen zur Zivilverteidigung ging.
Im Jahr 1963 traten die „Leid-Artikler“ im festen Haus in Hannover, dem Kabarett Mehlstraße, auf. Seit 1966 spielte Dietrich Kittner ausschließlich Soloprogramme (Solokabarett Kittners kritische Kabarett, Tourneetheater mit jährlich 250 Vorstellungen in mehreren Ländern), ab 1968 im Kabarett Club Voltaire, ab 1975 im eigenen Theater an der Bult am Bischofsholer Damm in Hannover und von 1987 bis 2006 im Theater am Küchengarten. Den „satirischen Arbeiterdichter und revolutionären Politkünstler Erich Weinert“ nannte Kittner als eines seiner Vorbilder. 1977 produzierte er als sein 15. Programm eine Erich-Weinert-Revue, die auch auf einer Langspielplatte erschien und mit der er sich laut Erhard Jöst „als würdiger Erbe seines großen Vorbildes ausgewiesen“ hat.
In den Jahren 1966 bis 1996 absolvierte Kittner jährlich zwischen 190 und 220 Soloauftritte. Als Mitbegründer des Club Voltaire in Hannover 1968 und Mitinitiator der Aktion „Roter Punkt“ gegen Fahrpreiserhöhungen im öffentlichen Nahverkehr gewann er in seiner Heimatstadt Hannover auch über seine künstlerische Arbeit hinaus Popularität. Kittner, der Mitte der 1960er Jahre aus der SPD ausgeschlossen wurde, vertrat ein stark links orientiertes Kabarett, dessen Ziel er vor allem in der politischen Aufklärung sah. In den 1970er Jahren gehörte er mit Franz Josef Degenhardt, Dieter Süverkrüp und den Mitgliedern der Gruppe Floh de Cologne zu jenen Liedermachern und Kabarettisten, die kommunistische Positionen vertraten und den real existierenden Sozialismus in Osteuropa prinzipiell befürworteten. Zwischen 1973 und 1989 absolvierte er als einer von wenigen Westkünstlern auch mehrere große DDR-Tourneen. Im öffentlich-rechtlichen westdeutschen Fernsehen hatte er seit 1973 quasi „Fernsehverbot“ (Süddeutsche Zeitung). 1993 übergab Kittner die Leitung des bis dahin sechs Jahre durchgängig ausverkauften Theaters am Küchengarten (TAK) an eine GmbH. 2007 kündigte er wegen „unüberbrückbarer künstlerischer und organisatorischer Differenzen“ dem TAK die Zusammenarbeit auf.
1990/91 übersiedelte er nach Dedenitz bei Bad Radkersburg in Österreich.
Der niedersächsische Landtag wählte Kittner in seiner 33. Sitzung am 25. März 2009 zum Mitglied der 13. Bundesversammlung. Er nahm daher am 23. Mai 2009 in Berlin an der Bundespräsidentenwahl teil.
Kittner war seit 1998 Mitherausgeber und Autor der Zweiwochenschrift Ossietzky. Er war Mitglied der DFG-VK, der Vereinigung der Verfolgten des Naziregimes, der Tucholsky-Gesellschaft, des Schriftstellerverbandes (VS), der Erich-Mühsam-Gesellschaft, des Deutschen Freidenker-Verbandes und Ehrenmitglied des Freundeskreises Ernst Busch. Er stand der DKP nahe, schrieb gelegentlich in der Parteizeitung Unsere Zeit und trat regelmäßig bei Kulturveranstaltungen der Partei auf.
Günter Wallraff schrieb 1978 in seinem Vorwort zu Kittners zoologischer Garten: „Er ist der Einzelkämpfer und Partisan, der sich wesentlich weiter vorwagt auf feindliches Terrain als alle etablierten – früher mal politischen Kabaretts zusammen.“ Erhard Jöst konstatierte: „Kittner hat viel zur Demaskierung unhaltbarer Zustände in unserer kapitalistischen Wirtschaftswundergesellschaft beigetragen, weil er die politische Funktion des Kabaretts in den Vordergrund stellte, ohne die anderen Aufgaben zu vernachlässigen“, und er bescheinigte dem Kabarettisten Glaubwürdigkeit, „weil er sein Programm auf dem Podium nicht nur abspult, sondern den Dialog mit seinem Publikum sucht, und weil er permanent aktiv in die gesellschaftlichen Auseinandersetzungen eingreift.“

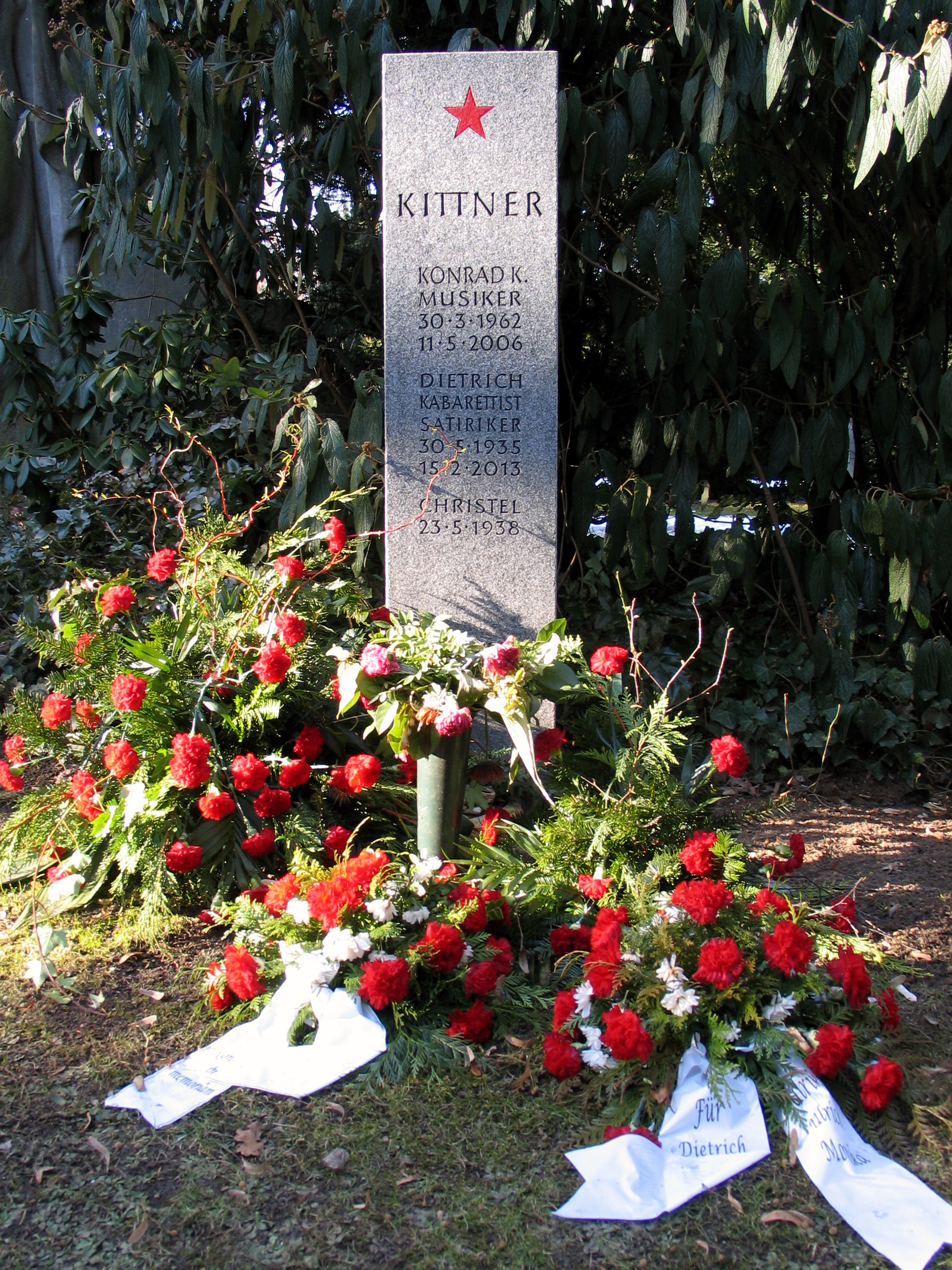
Grabstein mit Inschriften unter rotem Stern für Konrad Kittner, Dietrich und Christel Kittner auf dem Stadtfriedhof Engesohde

Kittner, der unter anderem auch italienisch und serbokroatisch sprach, und zu dessen Hobbys Jazz und Briefmarkenfälschungen gehörten, starb in seiner Wahlheimat Österreich.

## Familie
Dietrich Kittners Frau Christel Kittner (geborene Stromeyer; * 23. Mai 1938; † 5. März 2014), mit der ab 1960 verheiratet war, gehörte in den 1960er Jahren zusammen mit Dietrich Kittner und vier weiteren Mitgliedern zum Kabarettensemble „Die Leid-Artikler“. Sie übernahm die organisatorische, technische und ökonomische Leitung des Theaters am Küchengarten und organisierte und begleitete seine Tourneen. Der im Mai 2006 – vor seinen Eltern – verstorbene Musiker Konrad Kittner war der Sohn des Ehepaars und spielte bei Abstürzende Brieftauben. Das Grab der Familie Kittner mit Inschriften unter einem Roten Stern auf dem Grabstein liegt auf dem Stadtfriedhof Engesohde.

## Stiftung
In ihrem letzten Willen verfügte Christel Kittner die Übertragung ihres Vermögens an eine Stiftung. Seit Oktober 2016 gibt es die „Stiftung kultureller Förderung und Bewahrung des Lebenswerkes von Dietrich und Christel Kittner“.

## Programme und Fernsehinszenierungen
- Kompromis(s)ere
- In höheren Kr(e)isen
- Cavalleria tristicana
- Status, quo vadis?
- Der Freiheit eine Kasse!
- Im Westen nicht Treues
- Goldene Pleiten
- Arm aber kleinlich
- Bornierte Gesellschaft
- Konzertierte Reaktion
- Siecher in die 70er Jahre
- Missionsabend für Bürger (ARD)
- Dein Staat – das bekannte Unwesen (ARD)
- Wollt Ihr den totalen Mief?
- Schöne Wirtschaft
- Kittners progressive Nostalgie
- Der rote Feuerwehrmann
- Dem Volk aufs Maul
- Maden in Germany!
- Der Widerspenstigen Zählung
- Hai-Society
- Droge Deutschland
- Groß, größer, am Ende oder Das vierte Reicht
- Mords-Gaudi I+II
- 40 Jahre unter Deutschen
- Bürger hört die Skandale!
- Der Krieg der Tröpfe
- Lachen amtl. verboten gem. §3, Abs.7 PassMustV
- „Sehr geehrte Drecksau“

## Festivals (Auswahl)
- Steirischer Herbst, Graz
- Ruhrfestspiele, Recklinghausen
- Berliner Festtage
- OpenOhr Festival, Mainz
- Helsinki-Festival
- Festival des politischen Liedes, Berlin
- Motz-Art-Festival, Salzburg
- Erlanger Kabarett-Tage
- Weltfestspiele der Jugend und Studenten
- Bonner Sommer
- Kabarett-Wochen Wien
- Berliner Festwochen
- Internationale-Kabarett-Tage Leipzig
- OFF-Theater-Festival, Zagreb
- Lachmesse, Leipzig
- Franz & Franc, Gornja Radgona
- Oltner Kabarett-Tage
- UZ-Pressefest

## Veröffentlichungen

### Schallplatten und CDs
- Schwarz-Braun-Rotes Liederbuch (EP, Philips 1967)
- Die Leid-Artikler (LP)
- Staatstheater – Bornierte Gesellschaft (LP, Phonogram GmbH, Hamburg 1968)
- Konzertierte Reaktion (LP, pläne GmbH, Dortmund, 1968)
- Schöne Wirtschaft (LP)
- Dein Staat – das bekannte Unwesen (LP, pläne GmbH, Dortmund)
- Vorsicht bissiger Mund (2 LP, pläne GmbH, Dortmund 1981)
- Heil die Verfassung (LP, pläne GmbH, Dortmund 1977)
- Dietrich Kittner, Politisches Kabarett aus der BRD (LP, VEB Deutsche Schallplatten Berlin DDR, LITERA 865236, Live Dresden 1976)
- Wir packen’s an (EP)
- Maden in Germany! (2 LP, pläne GmbH, Dortmund 1984)
- Damit das Leben die Bombe besiegt – Lied von den zweierlei Gewissen (EP, edition logischer garten, Hannover 2010)
- Der rote Feuerwehrmann – Eine Erich-Weinert-Revue (CD, pläne GmbH, Dortmund 1999; LP 1978)
- Dem Volk auf’s Maul (2 LP, pläne GmbH, Dortmund 1979)
- Hai-Society (2 CDs, Conträr Musik, Lübeck, edition logischer garten, Hannover, ISBN 978-3-932219-28-3; 2 LP, pläne GmbH, Dortmund)
- Droge Deutschland, Das Ei des Kohlumbus, Verdammt deutsche Lacher, Lieder, Leid-Artikel (2 CDs, Nebelhorn, Berlin, edition logischer garten, Hannover, ISBN 978-3-924526-11-5)
- Kittner Live „Groß, größer, am … Ende oder DAS VIERTE REICHT!“ (3 CDs, edition logischer garten, Hannover 2010, ISBN 978-3-924526-08-5)
- Kittner Live 2 aus den Programmen „40 Jahre unter Deutschen“ und „MORDs-GAUDI“ (2 CDs, edition logischer garten, Hannover 2010, ISBN 978-3-924526-09-2)
- Kittner Live 3 „Krieg der Tröpfe“ (2 CDs, edition logischer garten, Hannover 2010, ISBN 978-3-924526-10-8)
- Soldaten (CD-Sampler Berenstark)
- Der Mann im Schornstein (Gedicht auf Sampler)
- Kittner Live 4 „Sehr geehrte Drecksau!“ (2 CDs, edition logischer garten, Hannover 2010, ISBN 978-3-924526-25-2)
- Progressive Nostalgie – Die frühen Jahre (5 CDs, edition logischer garten, Hannover 2010, ISBN 978-3-924526-28-3)

### MCs, DVD, Filme
- Gross, Grösser, am … Ende oder DAS VIERTE REICHT! VHS, ISBN 3-924526-06-0.
- Der Krieg der Tröpfe, VHS, ISBN 3-924526-14-1 CD, ISBN 3-924526-10-9.
- Droge Deutschland – Verdammt deutsche Lacher, ISBN 3-924526-11-7.
- „HAI-SOCIETY oder: Kein Grund zur Beruhigung“ ISBN 3-932219-28-7.
- „40 Jahre unter Deutschen“ und „MORDS-GAUDI“, ISBN 3-924526-09-5.
- Rundschlag, über drei Stunden Kabarett mit Bluebox-, Außenaufnahmen und Liveprogramm. DVD, ISBN 3-924526-18-4.
- „Die Wut hält jung“ DVD
- SADISTEN – Wie ein Gesetz entsteht, DVD, ISBN 3-924526-24-9.
- Karriere (1971) von Heiner Carow, Lieder Dietrich Kittner
- Dietrich Kittner oder Von einem der auszog, das Fürchten zu lehren! (1976–1978), Dokumentarfilm von Karl-Heinz Walloch
- Tot in Lübeck, Dokumentarfilm von Lottie Marsau und Katharina Geinitz, D 2003, mit Kittner[14]

### Bücher
- Bornierte Gesellschaft. 1969 und 1979.
- Dollar geht’s nimmer. 1975 und 1978.
- Kittners (zoo)logischer Garten. 1977, ISBN 3-362-00367-2.
- Krisenstab frei! 1979 (Gesammelte Texte, Band 1–3).
- Kittner-Kassette.
- Vor Jahren noch ein Mensch. 1984, ISBN 3-924526-04-4.
- Vorsicht bissiger Mund. ISBN 3-924526-03-6.
- Gags & Crime. Ein BRDschungelbuch. ISBN 3-924526-05-2.
- Jaaa! Deutschland balla, balla! Exemplarische Kabarett-Texte, Glossen, Satiren. ISBN 3-924526-07-9.
- Aus meinem Kriegstagebuch – Beobachtungen zum Balkankrieg. 3. erweiterte Auflage. 2006, ISBN 3-910080-18-9.
- Mordsgaudi – Zwischen Zwerchfell und Gänsehaut. Papyrossa Verlag, 2004, ISBN 3-89438-284-8.
- Kleine Morde, große Morde, deutsche Morde. ISBN 3-931079-22-8.
- Wie ein Gesetz entsteht. Verlag Ossietzky, 1979, ISBN 3-9808137-5-4.
- Die zehnte Muse – Geschichten aus dem Alltag eines Unangepaßten. 1983.

### Übersetzungen
- Когда-то был ЧЕЛОВЕКОМ („Vor Jahren noch ein Mensch“). Progress Verlag, Moskau 1989, ISBN 5-01-001000-3.

## Preise und Ehrungen
- Theaterpreis der Hannoverschen Presse (1976)
- Deutscher Schallplattenpreis (1980)
- Deutscher Kleinkunstpreis, Ehrenpreis (1984)
- Sechsmal die Sterne der Abendzeitung München
- Großer Niedersächsischer Verfassungs-Schutz-Preis (1990)
- Garchinger Kleinkunstmaske (1993)
- Erich-Mühsam-Preis von der Erich-Mühsam-Gesellschaft (1999)
- „Ehrengaul“ von Niedersachsen (2006)

- Im März 2016 wurde der Platz vor dem Bismarck-Bahnhof in Hannover Dietrich-Kittner-Platz benannt.[15]

## Dokumentarfilm
- 1979: Dietrich Kittner (DEFA-Kurzdokumentarfilm, Regie: Jürgen Steinheisser)[16]